# Mokra-vidék
A Mokra-vidék (albán Mokra) vagy Mokrai-hegyvidék (albán Malësia e Mokrës) történeti régió és földrajzi kistáj Albánia délkeleti részén, a Shkumbin folyó felső völgyét és forrásvidékét övező közép- és magashegységi táj az Ohridi-tó délnyugati előterében.

## Földrajza
A Mokra-vidék északi határa a Qukës térségében a Shkumbinba folyó Prrenjas-patak kelet–nyugati irányú völgye, illetve annak folytatásaként a Thana-hágó, amelytől északra már a Shebenik-hegység láncai húzódnak. Keletről az Ohridi-tó délnyugati, a Lin falutól Pogradecig húzódó partszakasza övezi, illetve a Pogradecnél szétterülő Buçimasi-sík határolja. Délkeleti és déli végpontjait a Kamjai-kő, illetve a Panja-hágó (Qafa e Panjës) jelöli ki, amelyeken túl a Gorai-hegység vonulatai húzódnak. Nyugati irányból a Shkumbin bal oldali völgyoldalán túl sorakozó hegyláncok, dél felől északi irányban haladva a Valamara-hegység, a Shpat-hegység és a Polisi-hegység szegélyezi.
A Mokra-vidék északi, alacsonyabb tengerszint feletti magasságú és jobban benépesült vonulataira gyakran Felső-Mokra-vidék (Mokra e Sipërme) néven utalnak. Változatos felszínformák uralják, a hegyvonulatokat keskeny talpú völgyek választják el egymástól, melyek közül a legnevezetesebbek a Stravaji-, a Velçani-, a Bishnicai- és a Trebinjai-szoros. Ettől délre húzódik az Alsó-Mokra-vidék (Mokra e Poshtme) magashegységi, nagyrészt lakatlan környezete. Itt található a Mokra két legmagasabb csúcsa, a Fekete-kő (Gur i Zi, 2072 m) és a Llëngai-szikla (Shkëmb i Llëngës, 1789 m).
Közigazgatási szempontból a Mokra-vidék északi és északnyugati peremvidéke Elbasan megyéhez (Prrenjas, Stravaj) tartozik, egyébként a kistáj nagy része a Korça megyei Pogradec község területén fekszik (Udenisht, Proptisht, Velçan, Trebinja, Dardhas alközségek). Számottevő települése nincs, a kistáj határán fekvő városok Pogradec és Prrenjas. Kisebb falvak is inkább csak a Felső-Mokra-vidék völgyeiben, illetve délkeleten, Dardhas térségében találhatóak. Úthálózata fejletlen, fő közútja a Shkumbin völgyében vezető, helyenként nehezen járható jelöletlen út. Az SH3-as jelű Tirana–Elbasan–Pogradec-főút a Mokra-vidék északi és keleti peremén fut.

## Története és nevezetességei

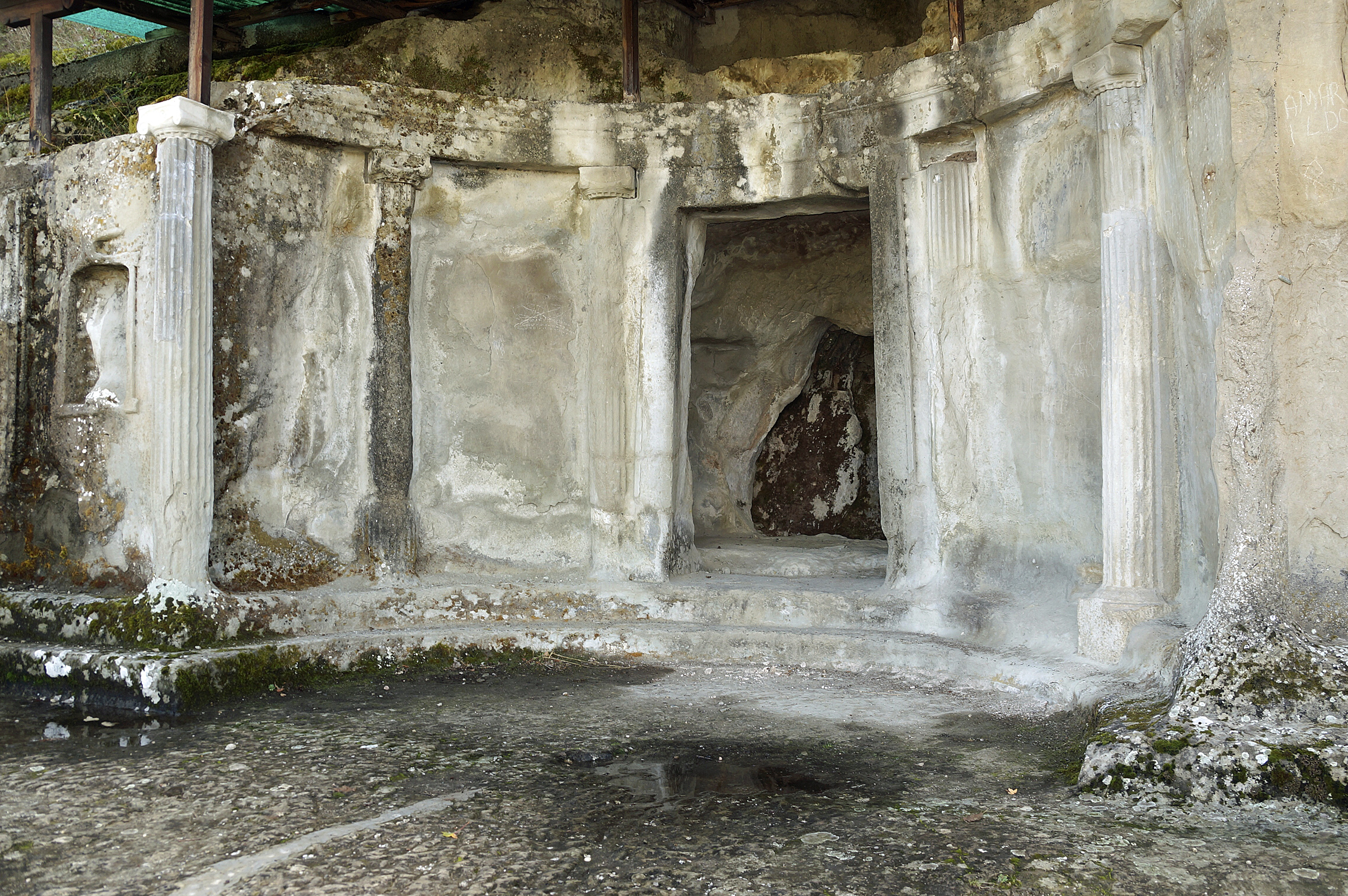
Az ókori Selca e Poshtme-i királysírok egyike

A Mokra-vidék északi részét, a mai Rrashtannál már a kora neolitikumban lakta a maliqi műveltséghez tartozó népesség. Az ókorban a terület a dasszaréta illírek szállásterületéhez tartozott, egyik településük a mai Selca e Poshtme mellett az i. e. 5–2. században élte a virágkorát, az i. e. 4–3. században pedig előkelőségeik sírjait is itt alakították ki, sőt, egyes feltételezések szerint ez az i. e. 3. században uralkodó Monuniosz illír király végső nyughelye is (Selca e Poshtme-i királysírok). Illíria római meghódítását követően a Mokra-vidék északi részén épült meg a Via Egnatia útvonala. Kisebb, az i. sz. 3. században lakott hellenisztikus település nyomait tárták fel Radokalnál is.
A 7. század első felében szlávok telepedhettek meg az egyébként ritkán lakott erdős vidéken, ami magyarázatul szolgálhat a Mokra-vidék számos, mai napig fennmaradt szláv helynevére. A 14. században a Topia, a 15. században az Arianiti család kiterjedt birtokaihoz tartozott, később pedig Szkander bég vonta fennhatósága alá a vidéket. A zemçai várrom mellett több török kori kőhíd őrzi a fél évezredes oszmán hódoltság emlékét.
Az első világháborúban 1916 júniusától az Osztrák–Magyar Monarchia, majd 1917 szeptemberétől Franciaország szállta meg a területet. A második világháború alatt az országot megszálló olaszok hadtápraktárat telepítettek Pleshishtbe. Ásványkincseinek köszönhetően a 20. század második felében Udenisht környékén sorra nyíltak a bányák, Gur i Kuqnál vasnikkelbányát és ércdúsítót, Memelishtnél és Pojskánál krómbányát helyeztek üzembe, majd megépült az Elbasan–Librazhd–Pogradec vasútvonal is.
A Mokra-vidéken található a Pogradec-vidéki arománok egyik fontos települése, Llënga, amelynek műemléki védelem alatt álló Szent Marina-kolostorába (Manastir i Shën Marenës) a távolabb élő arománok is elzarándokolnak minden év július 29-én, hogy megüljék Szent Marina ünnepét.